# 七宝駅 (上海市)
七宝駅（しっぽう-えき）は上海市閔行区に位置する上海地下鉄9号線の駅である。

## 駅構造
島式ホーム1面2線の地下駅。ホームドア設置駅。

## 駅周辺
- 七宝万科広場（ショッピングモール）
- 匯宝購物広場（ショッピングモール）
- 上海交通大学七宝校区

## 歴史
- 2007年12月29日 - 開業。

## 隣の駅
上海地下鉄
■9号線
中春路駅 - 七宝駅 - 星中路駅　